# Ophelion (orvos)
Ophelion (Kr. e. 1. század) görög orvos.
Görögországból származott, később Rómába költözött, és itt is halt meg. Munkái nem maradtak fenn. idősebb Plinius forrásként használta, állítása szerint leginkább orvosi és természetrajzi kérdésekről írt.[forrás?]